# Asp-N
Con le denominazioni Endoproteinasi Asp-N o Endoproteinasi Asp/Glu-N si identifica una zinco-metalloendopeptidasi, come tutte le proteasi endopeptidiche specifiche taglia le proteine a livello di un legame specifico fra due peptidi, in particolare scinde il legame N-terminale dei residui di acido cisteico e acido aspartico .

## Enzima
Tale enzima viene attivamente impiegato nella ricerca biomedica e nelle biotecnologie, per la sua specificità di taglio. Ogni casa produttrice fornisce una differente tipologia di tale metallo proteasi in quanto viene purificata a partire da organismi differenti e con metodi differenti, pertanto il peso molecolare, l'affinità per i substrati, l'attività specifica ed altre caratteristiche specifiche variano in base al fornitore.